# Сент-Мэрис (аэропорт, Аляска)
Аэропорт Сент-Мэрис (англ. St. Mary's Airport), (ИАТА: KSM, ИКАО: PASM, FAA LID: KSM) — государственный гражданский аэропорт, расположенный в шести километрах к западу от центральной части района Сент-Мэрис (Аляска), США.

## Операционная деятельность
Аэропорт Сент-Мэрис занимает площадь в 1457 гектар, находится на высоте 95 метров над уровнем моря и эксплуатирует две взлётно-посадочные полосы:
- 17/35 размерами 1831 х 46 метров с гравийным покрытием;
- 6/24 размерами 463 х 18 метров с гравийным покрытием.